# 闇之國的小紅帽
闇之國的小紅帽，是台灣作家Killer的輕小說作品，插畫由Fori繪製。第一卷獲得2013年度角川華文輕小說大賞銀賞。

## 世界觀
故事背景為18世紀初的歐洲，一些設定與真實歷史相吻合，例如女主角亞芮是格林兄弟的姐姐，以及拿破崙戰爭等。
設定中也有人狼和精靈等奇幻生物的存在。

## 故事簡介
故事始於西歐的一個小鎮－諾瑪鎮，伯爵家中廚娘小紅帽亞芮為了獲得找回一條絲巾的報酬而冒險進入黑森林尋找。
亞芮在黑森林遇到了傳說中以惡魔形象令人聞風喪膽的布雷希特子爵－格蘭德爾，而當晚正是五十年一次、最危險的狼王之夜，因為一顆「雪狼之牙」－狼王的象徵，故事開始了。

## 人物

### 主要角色
小紅帽／亞芮安娜•格林
本作女主角，樂天而脫線的廚娘少女，於康拉德伯爵的府邸工作，對恐怖的事物有着很強的免疫力。
很着重家人，工作也是為了弟弟雅各和威廉。
被格蘭爾從狼人手中救回，最終得到了「雪狼之牙」。對格蘭爾抱有好感。
格蘭德爾·馮·布雷希特／格蘭爾
本作的男主角，擁有貴族的稱呼，居住於黑森林中的城堡。
因為祖先的與惡魔訂立的契約，而成為了惡魔之子，擁有很強的戰鬥力，但每用一次惡魔的能力後，就會被惡魔慢慢地反噬。
在意自己惡魔之子的身份，而在黑森林隱居，身邊有兩隻妖精尤里爾和班傑明。
想鏟除狼人。

## 出版書籍
| 集數 | 台灣角川      | 台灣角川               | 天闻角川       | 天闻角川               |
| 集數 | 發售日期      | ISBN                   | 发售日期       | ISBN                   |
| ---- | ------------- | ---------------------- | -------------- | ---------------------- |
| 1    | 2013年7月26日 | ISBN 978-986-325-478-2 | 2013年10月20日 | ISBN 978-7-5356-6589-8 |
| 2    | 2014年7月18日 | ISBN 978-986-325-885-8 |                |                        |
| 3    | 2015年3月27日 | ISBN 978-986-366-422-2 |                |                        |
| 4    | 2015年6月13日 | ISBN 978-986-366-532-8 |                |                        |

## 相關連結
- 作者部落格:第八格 （页面存档备份，存于）
- 台灣角川Fantastic Novels 闇之國的小紅帽 （页面存档备份，存于）